# Nguyễn Phúc Miên Kiền
Nguyễn Phúc Miên Kiền (chữ Hán: 阮福綿𡨊; 28 tháng 9 năm 1831 – 20 tháng 7 năm 1854), tự là Trọng Cung (仲恭), Thúc Cung (叔恭), hiệu là Chi Hựu (止囿), tước phong Phong Quốc công (豐國公), là một hoàng tử con vua Minh Mạng nhà Nguyễn trong lịch sử Việt Nam.

## Tiểu sử
Hoàng tử Miên Kiền sinh ngày 23 tháng 8 (âm lịch) năm Tân Mão (1831), là con trai thứ 55 của vua Minh Mạng, mẹ là Thất giai Quý nhân Lê Thị Lộc. Ông là người con thứ tư của bà Quý nhân. Khi còn là hoàng tử ở phủ riêng, ông học thông kinh sử, giỏi văn chương nên rất được vua cha yêu quý.
Năm Minh Mạng thứ 21 (1840), vua cho đúc các con thú bằng vàng để ban thưởng cho các hoàng thân anh em, các hoàng tử công và hoàng tử chưa được phong tước. Hoàng tử Miên Kiền được ban cho một con ly (tức con cáo) bằng vàng nặng 4 lạng 1 đồng cân.
Năm Thiệu Trị thứ 6 (1846), tháng giêng, vua cho triệu các hoàng tử và hoàng đệ chưa được phong tước tất cả 10 người vào làm thơ ở điện Đông Các. Bảy người trong số đó là các hoàng tử Hồng Phó, Hồng Y, Hồng Tố, Hồng Hưu và các hoàng đệ Miên Tằng, Miên Kiền, Miên Lâm đều trúng cách. Tháng 3 (âm lịch) năm đó, vua phong tước ban thưởng cho cả 7 hoàng thân được trúng cách, hoàng đệ Miên Kiền được phong cho làm Phong Quốc công (豐國公).
Năm Tự Đức thứ nhất (1848), quận công Miên Thanh và quốc công Miên Kiền bỏ học nên bị phạt 9 tháng bổng lộc. Quốc công tức giận đóng cửa phòng đọc sách, hết mình trong việc học hành.
Năm Tự Đức thứ 7 (1854), vua ngự thăm nhà Thái học, quốc công Miên Kiền theo hầu và có dâng lên vua một bài Thị học thi (Quan sát việc học). Bài thơ ấy được vua khen, cho liệt vào tập Tích Ung Canh Ca hội tập của Thụy Thái vương Hồng Y. Bài thơ đó có nội dung rằng:
"Kính nghĩ: Thánh thiên tử đạo tâm rõ rệt, thánh học nỗi sáng, làm giường mối cho bốn phương, nói ra là pháp, việc làm là mẫu; sửa sang cả trăm việc, sau thứ chia đều sửa sang, mà công việc thì hòa. Cho nên, ruộng đồng được mùa, thường tụng đầy khó đầy hòm đẹp đẽ; cõi ven không việc, cùng hát cày mà ẵm, đào mà uống được yên vui. Nguyên vì đạo họp hóa thành, nhân nhiều ơn hậu, thực là từ xưa đến giờ chưa có lúc nào thịnh hơn bây giờ. Bèn chọn ngày định sau cùng vào tháng 2 năm nay, hoàng thượng thân đến tế Văn Miếu. Lễ xong, sai sắp xa giá đến thăm nhà học, tuyên sắc khuyến khích học trò, ban thưởng cho nhiều. Thần tự hổ hủ lậu tối tăm, may gặp buổi thanh bình, được thấy lễ nghi long trọng, đáng truyền bá việc tốt đẹp ấy. Hiến dâng một bài tụng, dám so đâu với ý hay như gió mát của Cát Phú, chỉ để đãi lòng thành của người thôn dã dâng việc sưởi nắng mặt trời. Xấp tay cúi đầu hiến dâng lên, lời tụng rằng: tốt đẹp lắm thay, Khổng Tử đức thịnh. Sinh ra đã biết theo đạo mà làm, trời phú cho đức thánh nhân. Đạo lớn rõ ràng, tỏ như mặt trời và sao sáng, vượt cả xưa nay, lồng lộng không thể nào mà xưng hô được. Lớn thay nước Đại Nam, được trời yêu dấu. Đông Tây rộng khắp có cả một khu vực, nối theo mô liệt tộc rỡ, thánh thần truyền nối, nhân dân yên ổn, muôn vật đều thoải mái. Nghĩ đến phong hóa, là gốc của chính trị, tiếng lên Tiên Thánh, là tôn chủ của nền đạo đức, bên hữu kinh thành, bên cạnh sông Hương, trù tính xây dựng, Văn Miếu lộng lẫy. Học để sáng đức; dựng lên nhà học, để dạy các con cả. Để đào tạo người giỏi, hun đức dạy dỗ, trên 50 năm, bốn phương theo bắt chước, nhà nào cũng đọc sách gáy vàng, Hoàng thượng ta đức lớn, ngôi tôn sớm ngự trị, Văn Giáo rộng khắp, thanh giáo hưng thịnh, trọng đạo tôn thầy, rồi chỉ người trước, tô điểm thái bình. Nghi văn thêm tốt, vào năm Giáp Dần, vào tháng trọng xuân. Kê cứu sách trước, điển lớn sửa làm, dong xe sáu ngựa ra đi, từ lúc sương còn chưa ráo, đến cửa Văn Miếu, gà gáy te te, lên nhà làm lễ đối với anh linh ở trên trời, thiên tử nghiêm thăm việc làm lễ của triều đình rất nghiêm kính. Chuông trống đều hòa nhịp nhau. Đền thờ rất tốt đẹp, thần đến cảm cách sai xét về lễ nghi nhiều, tế lễ đã xong, đến thăm nhà học, có thái độ phong nhã, hương cỏ thơm ướp sạch, ngào ngạt, hàng ngày giảng học, sách vở chồng chất, bìa lụa thẻ ngà, học trò đông đúc, đứng vòng quanh cầu để xem đã đeo thiên mô của vua Vũ, lại giảng sách Trung Dung, sáng tỏ nghĩa sâu sắc, rõ như xem bàn tay, dạy dỗ đủ rồi, răn bảo kỹ rồi, ban cho thưởng cho, ân trạch nhiều rồi, như sao bắc thần, các sao chầu lại, nhà vua có đạo, thiên hạ tuân theo. Như sao bắc thần, nghiễm nhiên ở một chỗ đào của nhà vua ngày mới hưởng Phước lâu dài".
Cũng trong năm đó, ngày 26 tháng 6 (âm lịch), quốc công Miên Kiền mất khi mới 24 tuổi, thụy là Hoằng Nhã (弘雅). Mộ của ông được táng tại Dương Xuân Hạ (thuộc Hương Thủy, Thừa Thiên - Huế), phủ thờ dựng tại Vĩ Dạ (thuộc huyện Phú Vang, Huế).

## Gia quyến

### Anh chị em
Những người dưới đây là anh chị em ruột với Phong Quốc công, do bà Quý nhân Lê Thị Lộc hạ sinh:
- Xuân An Công chúa Nguyễn Phúc Thục Tĩnh (1 tháng 10 năm 1825 – 13 tháng 4 năm 1856), hoàng nữ thứ 21.
- Bình Thạnh Công chúa Nguyễn Phúc Thụy Thận (9 tháng 4 năm 1829 – 29 tháng 1 năm 1907), hoàng nữ thứ 31.
- Trấn Biên Quận công Nguyễn Phúc Miên Thanh (18 tháng 9 năm 1830 – 6 tháng 2 năm 1877), hoàng tử thứ 51.
- Hoàng tử Nguyễn Phúc Miên Ngụ (29 tháng 4 năm 1833 – 20 tháng 3 năm 1847), hoàng tử thứ 64.

### Thê thiếp
Phong Quốc công Miên Kiền có tất cả là 5 bà vợ, họ lần lượt là:
- Nguyên cơ Nguyễn Văn Thị Nhan, chính thất, mất năm 1887.
- Phủ thiếp Bùi Thị Chỉ.
- Đằng thiếp Đỗ Thị Phổ Châu, mất năm 1892.
- Đằng thiếp Nguyễn Văn Thị Lệ.
- Đằng thiếp Nguyễn Văn Thị Xuyên.

### Hậu duệ
Quốc công Miên Kiền có bảy con trai và bốn con gái. Ông được ban cho bộ Nhĩ (耳) để đặt tên cho các con cháu trong phòng. Con trai trưởng của ông với bà Nguyên cơ là công tử Hồng Thông tập phong làm Phong Hương hầu (豐鄉侯).